# Mayron George
Mayron George (Puerto Limón, 1993. október 23. –) Costa Rica-i válogatott labdarúgó, az izraeli Bétár Jerusálajim csatára.

## Pályafutása

### Klubcsapatokban
George a Costa Rica-i Limón FC csapatában kezdte pályafutását, 2011 és 2015 között kilencvenegy bajnoki mérkőzésen lépett pályára a Costa Rica-i élvonalban. A 2014-2015-ös idényben kölcsönben a görög élvonalbeli ÓFI Kréta játékosa volt. 2015-ben szerződött a dán Hobro csapatához, és azóta több másik dán csapatban is megfordult (Randers, Lyngby, Midtjylland), 2018 óta legutóbbi tagja. A Midtjylland csapatával 2019-ben dán kupagyőzelmet ünnepelhetett. 2019 őszén kölcsönben a norvég élvonalbeli Vålerenga csapatát erősítette.

### Válogatott
2014-ben mutatkozott be a Costa Rica-i labdarúgó-válogatottban egy Omán elleni barátságos mérkőzésen.

#### Góljai a Costa Rica-i válogatottban
| #  | Dátum            | Ellenfél | Eredmény | Kiírás                        | Esemény |
| -- | ---------------- | -------- | -------- | ----------------------------- | ------- |
| 1. | 2019. június 21. | Bermuda  | 2 – 1    | CONCACAF-aranykupa csoportkör | 30'     |

## Sikerei, díjai
Midtjylland
- Dán Kupa-győztes: 2018–19

Budapest Honvéd
- Magyar Kupa-győztes: 2019–20